# Mark Ruffalo
Mark Allan Ruffalo, ameriški filmski igralec, * 22. november 1967 Kenosha, Wisconsin, ZDA.
Svojo kariero je začel v poznih osemdesetih letih prejšnjega stoletja in prvič zaslovel v vlogi Kennetha Lonergana v filmu To je naša mladost (1996) in dramskem filmu Lahko se zaneseš name (2000). Nato je igral v romantičnih komedijah 13 jih gre na 30 (2004) in Tako kot nebesa (2005) ter trilerjih V Cutu (2003), Zodiac (2007) in Zlovešči otok (2010). Prejel je nominacijo za nagrado tony za svojo stransko vlogo v oživitvi Broadwayske predstave Prebudite se in zapojte! leta 2006. Ruffalo je pridobil mednarodno priznanje z vlogo Brucea Bannerja / Hulka od leta 2012 v franšizi o superjunakih filmskega vesolja Marvel.
Ruffalo si je prislužil rekordne štiri nominacije za oskarja za najboljšega stranskega igralca v Otroci so v redu (2010), Dava Schultza v Lovcu na lisice (2014), Michaela Rezendesa v filmu V žarišču (2015) in razuzdanega odvetnika v Nesrečnih bitjih (2023). Dobil je nagrado Screen Actors Guild za najboljšega igralca za vlogo gejevskega aktivista v televizijski drami Normlano srce (2015) in nagrado Primetime Emmy za izjemnega glavnega igralca za svojo dvojno vlogo enojajčnih dvojčkov v miniseriji Vem da večino tega je res (2020).
Ruffalo je poročen z Sunrise Coigney, s katero ima 3 otroke. 